# Czesław Gagajek
Czesław Gagajek (ur. 1923, zm. 6 maja 2015) – polski działacz i publicysta lotniczy, pułkownik nawigator w stanie spoczynku, wieloletni prezes Stowarzyszenia Lotników Polskich.
Był absolwentem pierwszej po II wojnie światowej promocji w Dęblińskiej Szkole Orląt, gdzie w późniejszym okresie pracował również jako wykładowca. Autor wznawianej książki Moja droga do Gniazda Orląt czyli... Jak odrodził się Dęblin (Oficyna Wydawnicza "MH", 1998, Warszawa wyd. I; ISBN 83-906620-3-5).